# Journal of Materials Chemistry C
El Journal of Materials Chemistry C es una revista científica semanal revisada por pares que cubre las propiedades, aplicaciones y síntesis de nuevos materiales relacionados con dispositivos ópticos, magnéticos y electrónicos . Es una de las tres revistas creadas a partir de la escisión de Journal of Materials Chemistry a finales de 2012. Su primer número se publicó en enero de 2013. La revista es publicada por la Royal Society of Chemistry y tiene dos revistas hermanas, Journal of Materials Chemistry A y Journal of Materials Chemistry B. El editor en jefe de la familia de revistas Journal of Materials Chemistry es actualmente Nazario Martin. La editora en jefe adjunta de Journal of Materials Chemistry C es Natalie Stingelin.

## Resumen e indexación
La revista está resumida e indexada en el Science Citation Index.